# ゴーゴーバンチ
『ゴーゴーバンチ』は、日本の出版社・新潮社が編集・発行していた隔月刊漫画雑誌。『月刊コミック@バンチ』（現・月刊コミックバンチ）の増刊として、2013年10月9日に季刊誌として創刊された。2016年12月9日発売号より隔月刊に変更。2018年2月9日発売のvol.21で休刊。
vol.01ではアニメ化された『月刊コミック@バンチ』の連載作品『GANGSTA.』の画集が付録。vol.02では『GANGSTA.』『向ヒ兎堂日記』『うどんの国の金色毛鞠』のクリアファイルが付録。vol.03では『GANGSTA.』のタロットカードが付録として同梱された。vol.05は古屋兎丸画業20周年記念号として発刊された。
単行本は『月刊コミック@バンチ』と同じBUNCH COMICSレーベルで発行。

## 連載作品
- BASCULER（鷹野久）
- 鹿楓堂よついろ日和（清水ユウ）
- 四畳半の祓魔師（リカチ）
- 少年たちのいるところ（古屋兎丸）
- GANGSTA：CURSED. EP_MARCO ADRIANO（コースケ／鴨修平）
- パパと親父のウチ呑み（豊田悠）
- 偏愛カフェ（有咲めいか）
- 兄ート先生の発酵メシ（羽鳥まりえ）
- ヒロインズゲーム（緒里たばさ）
- ちょっとまて野球部!‐県立神弦高校野球部の日常-（ゆくえ高那）
- 悪魔を憐れむ歌（梶本レイカ）
- ねじけもの（肋家竹一）
- 鶯谷ワールドエンド（篠丸のどか）
- 一変世界（明治カナ子）
- トレンチフラワーズ（香深村れん）
- バンディセブン（まさゆみ）
- カリガネ（森みつ）
- 越天の空（原作：地雷魚 / 漫画：高野千春）
- HIDE AND SEEK（榊カルラ）
- メシノトモ（清水しの）
- ひなげしの眠り姫（小嶋ララ子）

## 連載終了作品
- ハルモヤさん（まんしゅうきつこ）
- 未中年〜四十路から先、思い描いたことがなかったもので。〜（原作：ジェーン・スー／漫画：ナナトエリ）
- 青春エレジーズ（永井三郎）
- 創太郎の出張ぼっちめし（マキヒロチ）
- 上海白蛇亭奇譚（君塚祥）
- ネコドモ（きたがわなつみ）
- Endroll（大野ユカ）
- ブレイブ・ストーリー新説〜十戒の旅人〜（漫画：小野洋一郎／原案：宮部みゆき）
- 女子高生に殺されたい（古屋兎丸）
- ナイショの戸黒さん（詩原ヒロ）
- ミクロネスト―帝都農工大学 微小生物学研究室―（羽鳥まりえ）
- 美味しい! 日本のくらしと七十二候（漫画：そらあすか／監修：広田千悦子）
- 地獄のリラックス温泉（恋煩シビト）
- ハシビロ家族（水鳥ライカ）